# فلاح الصواغ
فلاح مطلق هذال مقدن الصواغ العازمي (1961 - 11 أكتوبر 2016)، هو سياسي كويتي وعضو مجلس الأمة الكويتي السابق .

## التعليم
حاصل على شهادة الثانوية العامة وعمل في مؤسسة البترول الوطنية الكويتية سابقاً وعضو جمعية الفنطاس التعاونية سابقاً ونائب رئيس لجنة الفنطاس وجابر العلي للزكاة.

## مجلس الأمة

### مجلس الامة 2009
خاض فلاح الصواغ انتخابات مجلس الأمة الكويتي 2009 وحقق عدد 16602 صوت وحل بالمركز الأول في الدائرة الانتخابية الخامسة

### مجلس الأمة فبراير 2012
فاز في الانتخابات في المركز الأول في الدائرة الخامسة بعد حصوله على 26871 صوت. 

## وفاته
توفي فلاح الصواغ في يوم 11 أكتوبر 2016 في مستشفى البابطين للتجميل والحروق في الكويت بعد أن دخل المستشفى لإجراء عملية شفط دهون إلا أنه أحس بألم مفاجئ في الصدر بعد العملية أدخل على إثرها إلى العناية المركزة وهناك وافته المنية.